# Wasa Aktie Banks hus

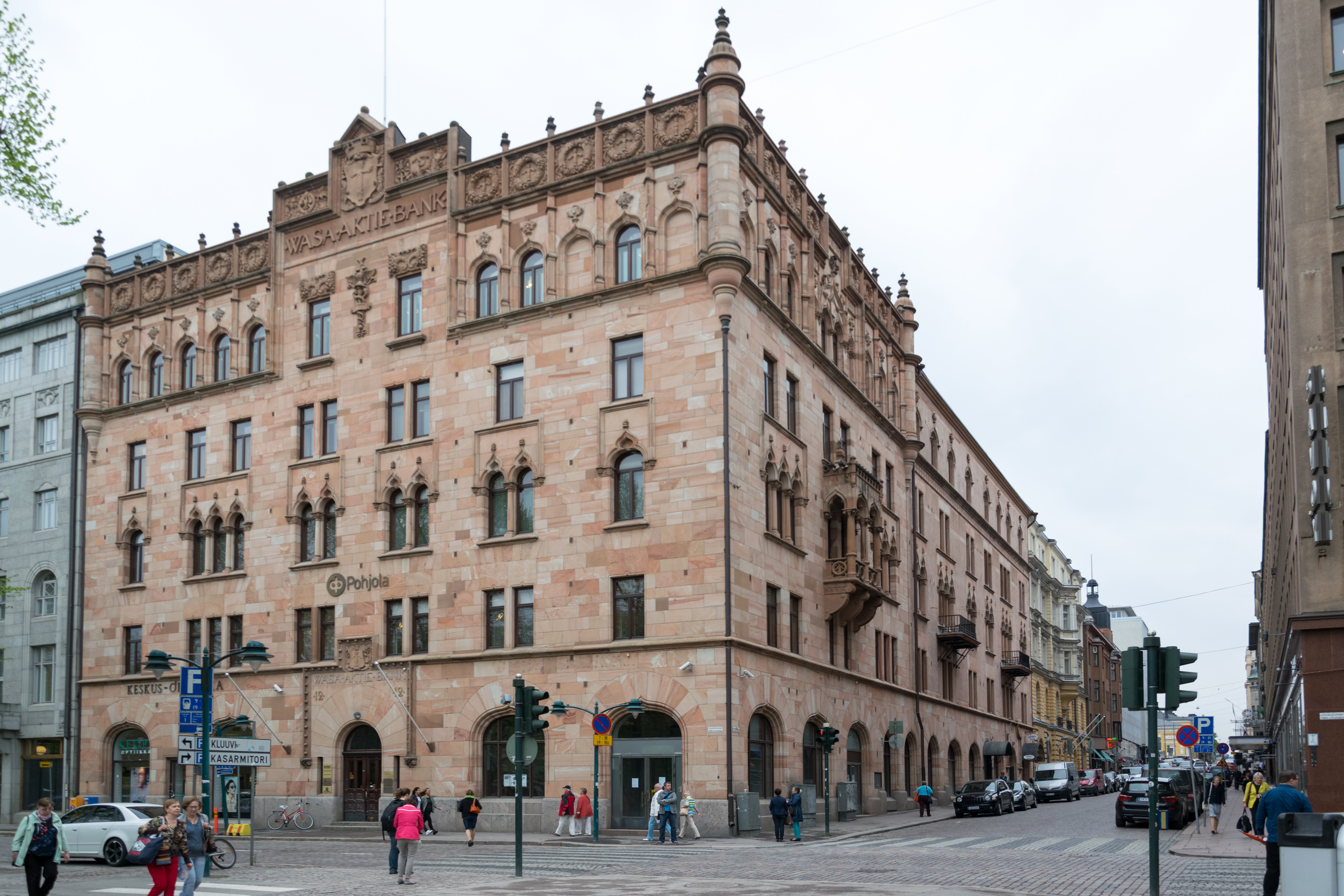
Wasa aktie bank

Wasa Aktie Banks hus är en byggnad i centrala Helsingfors vid Esplanaden. Ursprungligen fungerade byggnaden som Wasa Aktie Banks filialkontor. I övre våningar, i en stor del av byggnaden verkade försäkringsbolaget Finska Sjö fram till 1988. Den byggdes efter ritningar av arkitektbyrå Grahn, Hedman & Wasastjerna och arkitekt John Settergren och stod färdig år 1899. I dag används byggnaden av Svenska Handelsbanken.